# M3GAN 2.0
M3GAN 2.0 – amerykański horror sci-fi w reżyserii Gerarda Johnstone’a z Allison Williams i Violet McGraw w rolach głównych. Jest to kontynuacja filmu M3GAN z 2022 roku.

## Obsada
- Allison Williams jako Gemma
- Violet McGraw jako Cady
- Amie Donald jako M3GAN
- Jenna Davis jako M3GAN (głos)
- Brian Jordan Alvarez jako Cole
- Jen Van Epps jako Tess
- Ivanna Sakhno jako AMELIA

## Fabuła
Dwa lata po zniszczeniu M3GAN, programistka Gemma stała się zwolenniczką ścisłej kontroli sztucznej inteligencji przez władzę. Jednak bez jej wiedzy technologia M3GAN zostaje wykorzystana przez firmę zbrojeniową do stworzenia wojskowego androida o nazwie AMELIA. W miarę wzrostu jej świadomości, staje się ona coraz mniej skłonna do wykonywania ludzkich poleceń. Aby powstrzymać zagrożenie, Gemma zmuszona jest ponownie uruchomić M3GAN i wyposażyć ją w niszczycielskie ulepszenia.

## Produkcja
Pod koniec 2022 roku, jeszcze przed premierą pierwszej części M3GAN, The New York Times poinformował, że wytwórnia Universal, zachęcona obiecującym efektem końcowym, rozważa wstępnie plany kontynuacji. Na początku 2023 roku producent James Wan potwierdził, że istnieją pierwsze pomysły na drugą część. Po finansowym sukcesie i pozytywnych recenzjach Universal oficjalnie ogłosił realizację M3GAN 2.0.
Reżyserię ponownie powierzono Gerardowi Johnstone’owi, który tym razem napisał także scenariusz na bazie pomysłu Akeli Cooper. Do swoich ról powróciła Allison Williams jako Gemma oraz Violet McGraw jako Cady. Ponadto Amie Donald ponownie wcieliła się w postać M3GAN, której głosu użyczyła Jenna Davis.
Okres zdjęciowy trwał od połowy lipca do końca września 2024 roku w nowozelandzkim Auckland oraz w Toronto.
Film początkowo miał trafić do kin 17 stycznia 2025 roku, następnie jego datę przesunięto na 16 maja, a ostatecznie premierę ustalono na 27 czerwca tego samego roku.